# Lidiano Bacchielli
Lidiano Bacchielli (Urbino, 30 luglio 1947 – Milano, 8 giugno 1996) è stato un archeologo italiano.

## Biografia
Si laureò presso la facoltà di lettere e filosofia dell'Università di Urbino nel novembre 1970, discutendo la tesi II portico occidentale dell'agorà di Cirene; suo relatore fu il noto studioso Sandro Stucchi.

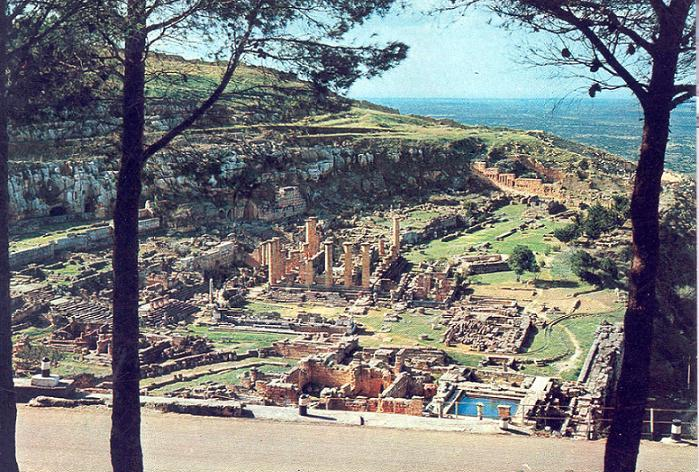
La zona archeologica di Cirene, oggetto di anni di studio e ricerca da parte di Bacchielli.

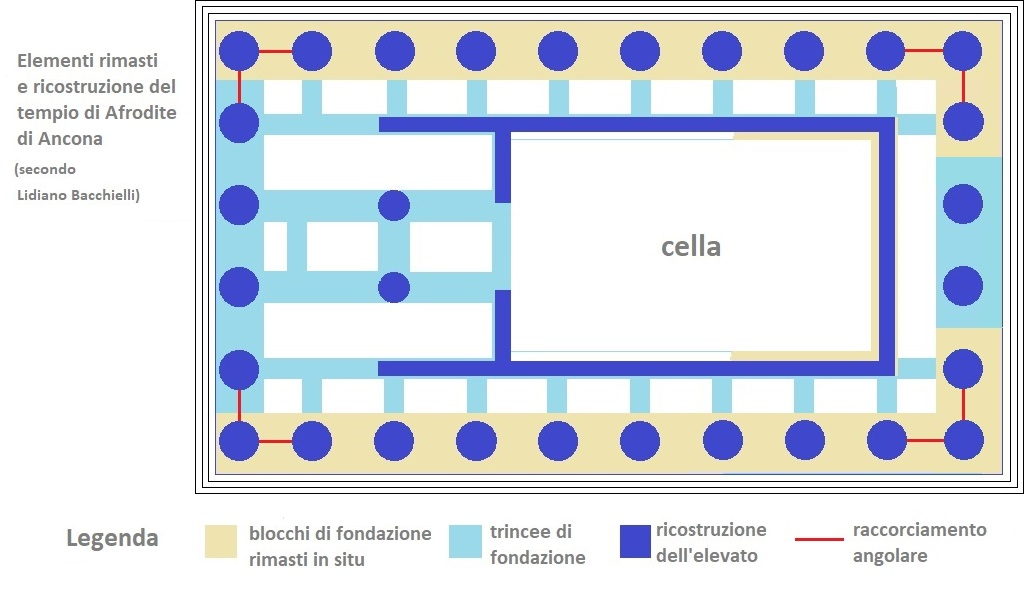
Ricostruzione del Tempio di Afrodite di Ancona, basata sulle pubblicazioni di Bacchielli.

Indagò particolarmente l'antica regione nordafricana della Cirenaica, sede dell'antica colonia greca di Cirene. Con Stucchi scavò in scavi archeologici della Libia; fu suo successore nella direzione della missione archeologica italiana in Cirenaica. Diede un notevole contributo alla comprensione delle testimonianze architettoniche ed urbanistiche dell'antica Cirene, chiarendo importanti aspetti della storia dell'arte della città africana. 
Pubblicò anche notevoli studi sull'archeologia classica delle Marche, riconoscendo il tempio di Afrodite di Ancona come un tempio dorico e fornendo importanti contributi relativi alla stele del seviro Sesto Tizio Primo da Suasa, alla necropoli di Ricina, al foro di Cupra Marittima, all'Urbisaglia romana e all'Arco di Augusto di Fano.
Bacchielli insegnò archeologia classica a Roma (La Sapienza) e ad Urbino. Scrisse per riviste accademiche, ma anche per un pubblico più ampio. Il suo lavoro divulgativo più noto è Libia: Le città perdute dell'impero romano, scritto insieme ai colleghi archeologi Antonino Di Vita e Ginette Di Vita-Evrard.
Fu membro dell'Accademia Raffaello di Urbino, del Centro per le relazioni italo-arabe di Roma, del comitato scientifico redazionale della rivista Quaderni di archeologia della Libia (di cui fu anche coordinatore),
e della rivista Picus. Studi e ricerche sulle Marche nell'antichità, di cui fu anche coordinatore.
Fu inoltre socio corrispondente di prestigiose istituzioni scientifiche italiane e straniere:
- Society for Lybian Studies (dal 1987),
- Pontificia accademia romana di archeologia (dal 1989),
- Società italiana per lo studio dell'antichità classica (dal 1990),
- Société nationale des antiquaires de France (dal 1991),
- Deputazione di storia patria per le Marche (dal 1992),
- Istituto laboratorio di archeologia sismica mediterranea (dal 1992),
- Deutsches archäologisches Institut (dal 1993)

Un numero della rivista scientifica Quaderni di archeologia della Libia è stato dedicato alla sua memoria nel 2003.